# Большой китайско-японский словарь
Большой китайско-японский словарь (яп. 大漢和辞典 Дай кан-ва дзитэн) — самый большой в мире японский словарь китайских иероглифов, составленный коллективом авторов во главе с Тэцудзи Морохаси в период с 1925 по 1960 год. Словарь содержит более 50 тысяч отдельных иероглифов и 530 тысяч составленных из них сложных слов, сопровождающихся пространными цитатами из китайской классики. Имеет несколько поисковых индексов. Состоит из 13 томов: 12 основных и одного индексного. Переиздавался 4 раза издательством Тайсюкан.